# Еретум
Еретум (Eretum; гръцки: Ἠρητόν) е първият древен град на сабините в Лацио до Виа Салария и близо до Виа Номентана и река Тибър на 30 км от Рим.
Днес там се намира град Монтеротондо.
Градът е бил на границата между територията на сабините и латините.
През 503 пр.н.е. на територията на града консулите Публий Постумий Туберт и Агрипа Менений Ланат имат победа над етруските. През 458 пр.н.е. Гай Навций Рутил побеждава Еретум.
От Еретум произлиза могъщата фамилия Валерии.
На 13 октомври 1867 г. до града се провежда битка между въстаниците на Джузепе Гарибалди и папската войска.
През Средновековието градът е изместен на по-лесния за защита хълм Монти Корниколани, който е наричан заради облата му форма Monte Rotondo.